# Greenock Morton FC
Greenock Morton FC är en skotsk fotbollsklubb från Greenock.